# Malthusianisme économique
On qualifie de malthusianisme économique les doctrines qui prônent, pour des raisons diverses, la restriction volontaire de la production.

## Concept
L'expression est développée par Alfred Sauvy. Il fait référence au malthusianisme démographique, qui prône une politique de contrôle de la natalité afin d'éviter que la population manque de ressources pour vivre. Malthus avait toutefois lui-même développé des formes de malthusianisme économique en préconisant de limiter la production pour permettre l'augmentation des prix.
Au XIXe siècle, les économistes classiques répondent aux arguments avancés par le malthusianisme économique. Ils considèrent qu'une réduction de la production ne peut être atteinte naturellement, car le producteur qui réduirait son offre verrait tout simplement ses concurrents pallier sa chute de production.
Aujourd'hui, le malthusianisme économique est avancé par certains comme une réponse à certaines préoccupations mondiales aussi diverses que la dégradation des termes de l'échange, le respect de la nature, l'utilisation responsable des ressources non renouvelables.